# Животът на другите
Животът на другите (оригинал на немски: Das Leben der Anderen) е немски филм от 2006 г., спечелил няколко филмови награди, чийто сюжет се развива в последните години на Източна Германия. Носител на Оскар за най-добър чуждестранен филм през 2006 година. Режисьор и сценарист на филма е Флориан Хенкел Фон Донерсмарк. Филмът е заснет в Берлин.